# Сопресата
Сопреса́та (італ. soppressata) — італійська суха салямі. Хоча існує безліч варіацій, виготовляються два основні типи: в'ялена суха ковбаса у регіонах Базіліката, Апулія та Калабрія і багато різновидів нев'яленої салямі виготовляється у регіонах Тоскана та Лігурія. Це частина південної італійської культурної спадщини, набагато більше ніж на півночі, місцеві жителі (особливо у малих сільських поселеннях) як і раніше самі ріжуть свиню і виготовляють сопресату, а також багато інших в'ялених м'ясних продуктів, це традиція: ніщо не повинно втрачатись. Іноді сопресата виготовляється з використанням шинки.